# Biffarius
Biffarius is een geslacht van kreeftachtigen uit de klasse van de Malacostraca (hogere kreeftachtigen).

## Soorten
- Biffarius arenosus (Poore, 1975)
- Biffarius biformis (Biffar, 1971)
- Biffarius ceramicus (Fulton & Grant, 1906)
- Biffarius debilis Hernandez-Aguilera, 1998
- Biffarius delicatulus Rodrigues & Manning, 1992
- Biffarius filholi (A. Milne-Edwards, 1878)
- Biffarius fragilis (Biffar, 1970)
- Biffarius lewtonae (Ngoc-Ho, 1994)
- Biffarius melissae Poore, 2008
- Biffarius pacificus Guzmán & Thatje, 2003
- Biffarius poorei (Sakai, 1999)